# Acanthemblemaria mangognatha
Acanthemblemaria mangognatha е вид лъчеперка от семейство Chaenopsidae. Видът е световно застрашен, със статут Уязвим.

## Разпространение
Разпространен е в Мексико.